# Tokyo Gore Police
Pour les articles homonymes, voir TGP.
Pour plus de détails, voir Fiche technique et Distribution.
Tokyo Gore Police (東京残酷警察, Tōkyō zankoku keisatsu) est un film gore japonais réalisé en 2008 par Yoshihiro Nishimura.

## Synopsis
Dans un Tokyo futuriste punk et décadent, une unité spéciale de la police a pour mission de traquer et d'éliminer les "Engineers" ("mutants" dans la version française). Leur origine est inconnue mais ils sont la cause d'actes de violence et de meurtres dans la ville ; leur particularité est que leurs blessures se changent en armes redoutables. Nous suivons Ruka, chasseuse d'Engineer, qui aura à combattre ses propres démons, tout en enquêtant sur l'origine des mutants. L'héroïne se trouvera vite confrontée à la chute du système tokyoïte, qui se retournera contre ceux qu'il est censé protéger.

## Fiche technique
- Titre : Tokyo Gore Police
- Titre original : 東京残酷警察 (Tōkyō zankoku keisatsu)
- Réalisation : Yoshihiro Nishimura
- Scénario : Kengo Kaji, Sayako Nakoshi & Yoshihiro Nishimura
- Date de sortie en France: 15 février 2011 (DVD)
- Pays :  Japon
- Langue : Japonais
- Genre : Comédie horrifique, science-fiction, gore
- Durée : 110 minutes

## Distribution
- Eihi Shiina : Ruka
- Itsuji Itao : Keyman
- Jiji Bû : Barabara-Man
- Keisuke Horibe : Père de Ruka
- Yukihide Benny : Chef de la Police de Tokyo
- Shun Sugata (en) : Commissaire de la Police de Tokyo